# Vardenik
Pour l’article homonyme, voir Vardenik (montagne).
Vardenik (en arménien Վարդենիկ ; jusqu'en 1945 Gyuzeldara) est une communauté rurale du marz de Gegharkunik, en Arménie. Fondée en 1828-1829, elle compte 9 669 habitants en 2008.